# Augustin Nicolaus von Kardorff

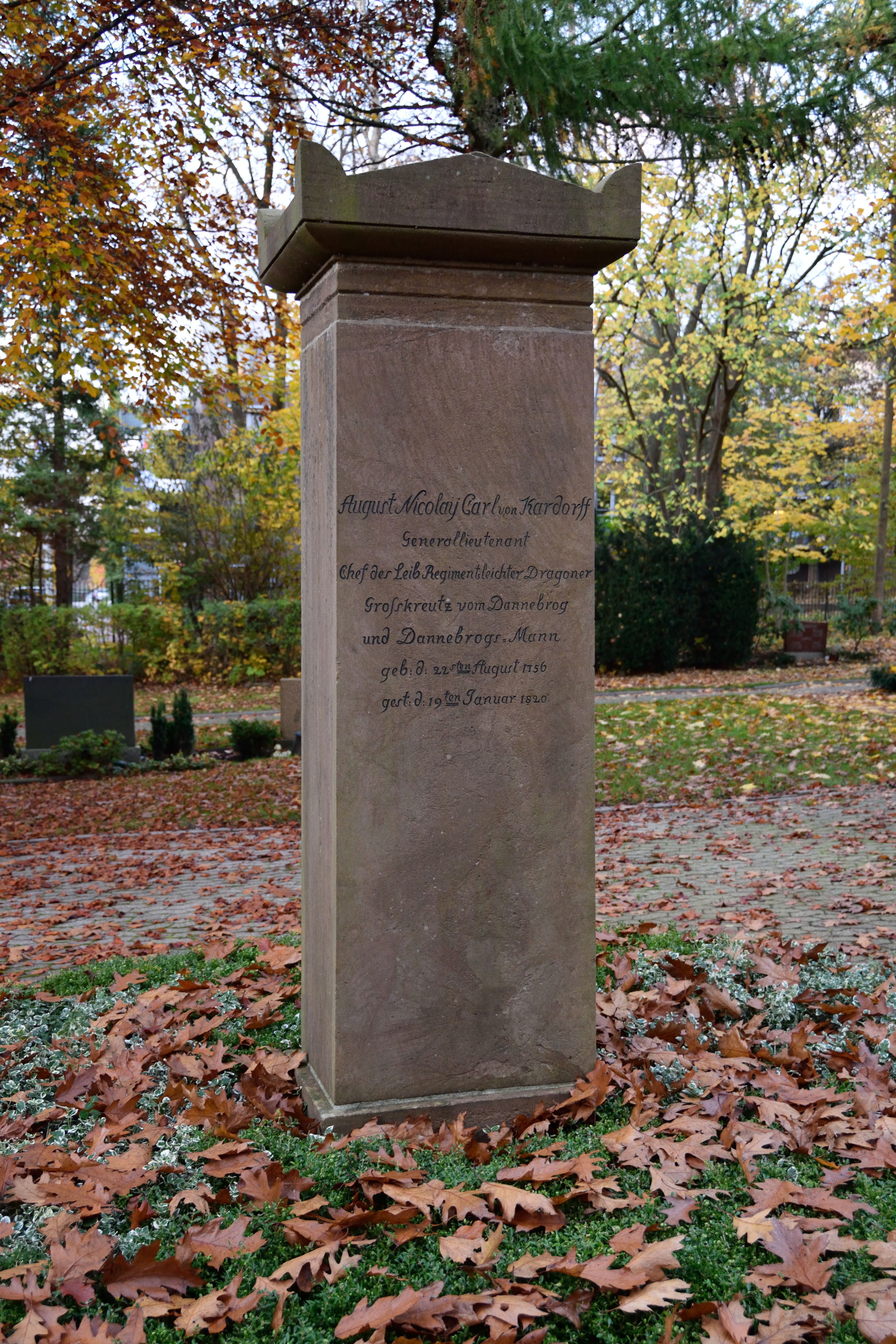
Grabstein von Kardorffs auf dem Kirchhof in Itzehoe

Augustin Nicolaus Carl von Kardorff, auch Augustin Nicolai Carl von Kardorff (* 22. August 1756 in Rostock; † 19. Januar 1820 in Glückstadt) war ein deutscher Offizier in dänischen Diensten.

## Leben
Augustin Nicolaus von Kardoff (Nr. 72 der Geschlechtszählung) war der dritte Sohn des Kavallerie-Oberstleutnants Hans Wilhelm von Kardoff (1712–1757) auf Pannekow (Gemeinde Altkalen). Er trat in dänische Militärdienste und erhielt 1774 seine Bestellung zum Sekondelieutenant. 1780 wurde er Premierleutnant bei der königlichen Leibgarde zu Pferde in Kopenhagen. 1784 stieg er zum Rittmeister, 1787 zum Major und 1791 zum Oberstleutnant auf. 1798 wurde er Kommandeur der berittenen Garde. Seit 1793 war er auch Kammerherr. Er schied 1803 mit dem Charakter als Oberst zunächst aus dem Dienst aus und widmete sich seinem Gut in Mecklenburg.

### Napoleonische Kriege
Nach dem Bombardement Kopenhagens (1807) wurde von Kardorff reaktiviert und 1808 zum Generalmajor ernannt. Er wurde Brigadechef und Kommandierender General von Seeland (mit Kopenhagen), Lolland, Falster und Møn. Er erhielt 1812 das Kommando über das Königlich Dänische Truppenkorps von 12000 Mann, das König Friedrich VI. für Napoleon aufstellte und sich 1814 nach der dänischen Niederlage im Kieler Frieden mit der Landarmee vereinigte, und wurde 1814 zum Generalleutnant ernannt. Er war seit 1810 Chef des Leibregiments leichter Dragoner und längere Zeit Kommandierender General der Herzogtümer Schleswig und Holstein.

### Familie
Er war seit 1789 verheiratet mit Hedwig Sophie Margarethe von der Lühe (1771–1829). 1796 übertrug ihm seine Frau ihr Erbe, das Gut Böhlendorf (Gemeinde Lindholz), womit er zum Begründer von Haus Böhlendorf des Adelsgeschlechts Kardorff wurde. Das Paar hatte drei Söhne: Friedrich (Ernst) (1791–1867), dänischer Major und Herr auf Böhlendorf, Wilhelm Carl (1792–1827), Amtmann in Cismar und Vater des erst nach seinem Tod geborenen Wilhelm von Kardorff, und Carl Emil von Kardorff (1795–1864), Amtmann in Steinburg und ab 1856 letzter dänischer Landdrost in Ratzeburg.

## Auszeichnungen
- Dannebrogorden: 1810 Ritter, 1812 Kommandeur, 1815 Großkreuz, 1817 Dannebrogsmann